# الصناعة في كازاخستان
الصناعية في كازاخستان هي عملية تعزيز القدرة الصناعية في البلاد بشكل سريع، والتي نُفذت خلال الفترة من 2010 إلى 2022 بهدف تقليص الفجوة الاقتصادية بين كازاخستان والدول المتقدمة.

## التاريخ
في برنامج التنمية "كازاخستان-2030"، الذي تم الإعلان عنه لأول مرة في عام 1997 في خطاب الرئيس نور سلطان نزارباييف إلى الشعب الكازاخستاني، تمت الإشارة إلى ضرورة تنويع الإنتاج للابتعاد عن هيكل الاقتصاد القائم على المواد الخام. وجاء في الخطاب:
[تحرير | تعديل الكود]
النمو المستدام سيساعدنا على تحقيقه من خلال تنويع الإنتاج. في ظل المنافسة الشديدة والاستيراد الحر، يتم تكييف الصناعات والقطاعات بأكملها مع السوق، وبما أن منتجاتنا، باستثناء المواد الخام، غير قادرة على المنافسة في السوق العالمية، فإننا نميل بشكل متزايد نحو هيكل إنتاج ثقيل يعتمد على المواد الخام، في حين أن العالم المتحضر والمتنامي يتجه في الاتجاه المعاكس. انخفاض الإنتاج وهيكله الرجعي عامل خطير يجب عدم التغاضي عنه بعد الآن. إذا كان السوق الحرة فعلاً حراً، فستخلق صناعات جديدة في البلاد. مهمتنا هي تقديم كازاخستان في أعين المجتمع الدولي كوجهة جذابة للاستثمار وجذب المستثمرين بنشاط إلى القطاعات الأكثر أهمية.
في عام 2008، تأثرت كازاخستان بآثار الأزمة الاقتصادية العالمية. خلال العام، ضعف الإمكانات التصديرية للبلاد، وانخفضت أسعار النفط أربع مرات وأسعار المعادن مرتين، كما انخفضت قيمة العملة الوطنية، التينغ. ومع ذلك، في عام 2009، بعد عام من بدء الأزمة، نما الاقتصاد بنسبة 1.1٪، وقطاع الصناعة بنسبة 1.7٪. خلال تلك الفترة، وبناءً على توجيهات الرئيس، وضعت حكومة كازاخستان برنامج الدولة للتنمية الصناعية المبتكرة المتسارعة (ГПФИИР) وخريطة التصنيع الوطني. وكلف الرئيس الحكومة بالتركيز على 7 قطاعات ذات أولوية:
1.	المجمع الزراعي والصناعات الزراعية،
2.	تطوير صناعة البناء وإنتاج مواد البناء،
3.	تطوير صناعة النفط والبنية التحتية لقطاع النفط والغاز،
4.	تطوير صناعة المعادن وإنتاج المنتجات المعدنية الجاهزة،
5.	التنمية السريعة للصناعات الكيميائية، الصيدلانية والدفاعية،
6.	قطاع الطاقة،
7.	تطوير البنية التحتية للنقل والاتصالات.
منذ عام 2010 بدأت أول خطة خمسية صناعية في إطار برنامج التصنيع الحكومي للفترة 2010-2014. وضمن مشاريع خارطة التصنيع، بدأ كازاخستان بإنتاج أكثر من 500 نوع جديد من المنتجات. فعلى سبيل المثال، في مجال صناعة الآلات، قامت شركة «تولبار تالجو» بإطلاق إنتاج عربات الركاب، وبدأت شركة «مصنع تجميع القاطرات» إنتاج القاطرات، وشركة «مصنع تجميع القاطرات الكهربائية» إنتاج القاطرات الكهربائية، وشركة «برومماشكومبليكت» إنتاج محولات السكك الحديدية ومجموعة العجلات الصلبة، بينما بدأت شركة «ساريأركا أوتوبوروم» إنتاج سيارات من طرازات سانج يونغ نموذج نوماد، وجاك، وإيفيكو، وهيونداي، وشيفروليه نيفا بأسلوب التجميع الجزئي. كما قامت شركة «كاماز-إنجينيرينغ» بإنتاج الشاحنات، والقلابات، والمعدات الخاصة من طراز كاماز، وبدأ مصنع «كينتاو» بإنتاج المحولات الكهربائية، وأطلقت شركة «كارلسكرونا» إنتاج معدات الضخ والصمامات، وأنتجت شركة «ميكر» معدات التعدين.
خلال السنوات الخمس الأولى من تنفيذ برنامج التصنيع الحكومي، كان من المخطط تنفيذ 294 مشروعاً بتكلفة إجمالية تبلغ 8.1 تريليون تينغي (أكثر من 40% من الناتج المحلي الإجمالي للبلاد)، وتوفير 161 ألف وظيفة دائمة و207 آلاف وظيفة خلال فترة البناء.
تم تقديم الدعم للأعمال التجارية من خلال أدوات مثل القروض الميسرة، التأجير، المنح الابتكارية والتصديرية، والدعم الخدمي. وفي إطار تنفيذ المرحلة الثانية من البرنامج، أُجريت جهود لجذب الشركات متعددة الجنسيات إلى القطاع الصناعي لتطوير المنتجات التصديرية ودخول الأسواق العالمية.
وقد أدت سياسة التصنيع إلى انضمام كازاخستان عام 2012 إلى قائمة 50 دولة في العالم ذات أعلى ناتج محلي إجمالي. وعلى مدى سنوات تنفيذ البرنامج، تم إطلاق حوالي 1,300 مشروع (أساساً في قطاع الزراعة، صناعة البناء، الهندسة الميكانيكية) بتكلفة 8 تريليون تينغي، مما وفر أكثر من 120 ألف وظيفة دائمة. وزادت مساهمة القطاع الصناعي التحويلي في الصناعة من 31.8% عام 2010 إلى 36% بحلول نهاية عام 2018، حيث بلغت حصته من الناتج المحلي الإجمالي 11.9%.